# Le shérif ne pardonne pas
Pour plus de détails, voir Fiche technique et Distribution.
Le shérif ne pardonne pas (The Deadly Trackers) est un western américain réalisé par Barry Shear, sorti en 1973.

## Synopsis
Réputé pour son parti pris de non-violence, le shérif Kilpatrick voit sa femme et son fils sauvagement assassinés par des bandits qui ont braqué la banque de la ville. Bien décidé à les traquer, Kilpatrick va aller jusqu'à commettre des actes d'une cruauté sans précédent.

## Fiche technique
- Titre français : Le shérif ne pardonne pas
- Titre original : The Deadly Trackers
- Réalisation : Barry Shear & Samuel Fuller (non crédité)
- Scénario : Lukas Heller & Samuel Fuller (non crédité) d'après Riata de Samuel Fuller
- Musique : Fred Steiner (non crédité)
- Photographie : Gabriel Torres
- Montage : Michael Economou & Carl Pingitore
- Production : Fouad Said
- Société de production : Cine Films Inc.
- Société de distribution : Warner Bros.
- Pays de production :  États-Unis
- Langue : Anglais
- Format : Couleur - Mono - 35 mm - 1.85:1
- Genre : Western
- Durée : 110 min
- Dates de sortie :
  - États-Unis : 21 décembre 1973
  - France : 12 juin 1974[1]

## Distribution
- Richard Harris (VF : Francis Lax) : le shérif Sean Kilpatrick
- Rod Taylor (VF : Jacques Deschamps) : Frank Brand
- Al Lettieri (VF : Henry Djanik) : Aldo Gutierrez
- Neville Brand (VF : Claude Bertrand) : Choo Choo
- William Smith (VF : Serge Sauvion) : Gamin (Schoolboy en VO)
- Paul Benjamin (VF : Sady Rebbot) : Jacob
- Pedro Armendariz Jr. : Herrero
- Isela Vega (VF : Évelyn Séléna) : Maria
- Kelly Jean Peters (VF : Nadine Alari) : Katharine Kilpatrick
- William Bryant (en) (VF : Nicolas Vogel) : Bill, l'adjoint du shérif
- Sean Marshall (VF : Christophe Bruno) : Kevin Kilpatrick
- Joan Swift (VF : Béatrice Delfe) : l'institutrice
- John Kennedy (VF : Daniel Brémont) : le banquier de Santa Rosa, tué par Brand

## Commentaire
À l'origine, Samuel Fuller était lui-même chargé de la réalisation du film mais, à la suite d'une mésentente avec Richard Harris pour divergence artistique, il fut remplacé par Barry Shear.